# 南京长途客运南站
南京长途客运南站为南京的一个一级客运站，启用于2011年6月28日，位于南京南站西北角，可以乘作南京地铁1号线和多路公交车到达。
有通往苏州、丹阳、镇江、常州、常熟、金坛、句容、葛村、江都、睢宁、徐州、泗阳、宿迁、泗洪、淮安市、淮安区、泰州、沭阳、盐城、南通、滨海、连云港、广州、武汉、合肥、安庆、芜湖、马鞍山、六安、阜阳、池州、亳州、铜陵、淮南、淮北、宿州、滁州、全椒、宣城、当涂、郎溪、文成、乐清等地的班车。